# Shivakiar Ibrahim
Shivakiar Ibrahim (tiếng Thổ Nhĩ Kỳ: Şivekâr İbrahim) (25 tháng 10 năm 1876 – 17 tháng 2 năm 1947), là một công nương của Ai Cập và là một thành viên hoàng gia của nhà Muhammad Ali. Bà vừa là chị em họ, vừa vợ đầu tiên của Quốc vương Fuad I.

## Xuất thân và hôn nhân

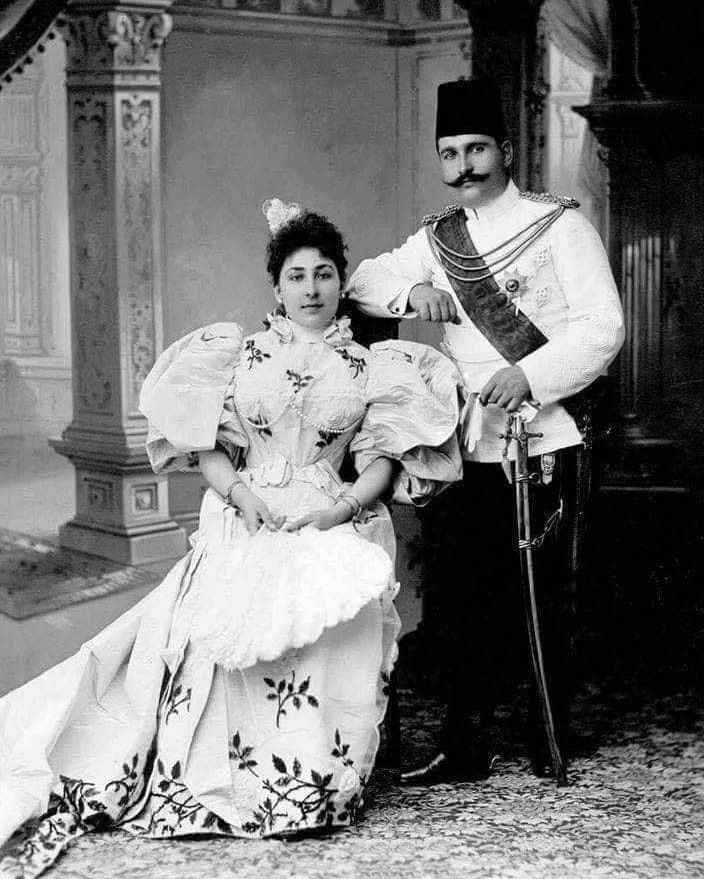
Shivakiar Ibrahim và người chồng đầu tiên, vua Fuad I

Công nương Shivakiar sinh ngày 25 tháng 10 năm 1876 tại Üsküdar, Istanbul. Bà là trưởng nữ của Nguyên soái, Công tử Ibrahim Fahmi Ahmad Pasha với người vợ đầu tiên, phu nhân Vijdan Navjuvan Khanum. Vương tử Ahmed Rifa'at (cha của Ibrahim Fahmi Ahmad Pasha, ông nội của Shivakiar), là anh ruột của Quốc vương Isma'il Pasha (ông nội của Fuad I). Xét vai vế, Shivakiar là chị họ của Fuad I. Shivakiar có hai anh em trai, là Muhammad Vahid ud-din Ibrahim Bey và Ahmad Saif ud-din Ibrahim Bey. Mẹ của Shivakiar đã ly dị cha bà và tái giá với Faridun Pasha, Trung tướng Quân đội Hoàng gia Ottoman.
Shivakiar kết hôn chính thức với người em họ Fuad I vào ngày 14 tháng 2 năm 1896. Tuy nhiên, hai người không hợp nhau. Bà sinh được một con trai tên là Isma'il, nhưng đứa con này không may chết yểu, và một người con gái, tên Fawkia. Vào tháng 5 năm 1898, vương hậu Shivakiar buộc chồng phải ly dị với bà. Trong một lần tranh cãi với một người anh em của Shivakiar, Fuad bị bắn vào họng. Nhà vua may mắn sống sót, nhưng mang vết sẹo đó suốt quãng đời còn lại.
Sau cuộc hôn nhân đổ vỡ đó, Shivakiar tái giá 4 lần, tổng cộng bà có 5 đời chồng, và có thêm vài người con.

### Sau này
Shivakiar dành cả quãng đời còn lại để cống hiến cho xã hội, với tư cách là chủ tịch của Hiệp hội từ thiện Mohamed Ali. Bà từng sống gần cung điện của hoàng thân Yousuof Kemal, trong một căn biệt thự rộng lớn mà ông đã cho bà ở nhờ. Khi công nương Shivakiar nhận được quyền thừa kế từ người anh em Ahmad Saif ud-din Ibrahim Bey, đã đến sống trong một cung điện đối diện với quốc hội.

Mộ của Công nương Shivakiar Ibrahim

Bà qua đời tại Cung điện Kasr al-Aali, thủ đô Cairo ngày 17 tháng 2 năm 1947, và được chôn cất tại Hosh al-Basha, Imam al-Shafi'i, Cairo. Sau khi công nương qua đời, con trai út của bà, Muhammad Vahid ud-din Khalil, đã mua lại căn biệt thự của Yousuof Kemal mà bà đã từng sống, tranh hoàng làm cung điện trở nên nguy nga, tráng lệ hơn.